# Hypochra albufera
Hypochra albufera är en tvåvingeart som beskrevs av Lyneborg 1969. Hypochra albufera ingår i släktet Hypochra och familjen fläckflugor.
Artens utbredningsområde är Spanien. Inga underarter finns listade i Catalogue of Life.